# Dysschema nigriventralis
Dysschema nigriventralis är en fjärilsart som beskrevs av Paul Dognin 1923. Dysschema nigriventralis ingår i släktet Dysschema och familjen björnspinnare. Inga underarter finns listade i Catalogue of Life.